# Richard Conte
Nicholas Peter Conte, beter bekend onder de naam Richard Conte (Jersey City, New Jersey, 24 maart 1910 – Los Angeles, Californië, 15 april 1975) was een Amerikaans acteur.

## Biografie
Richard Conte was de zoon van een Italiaans-Amerikaanse kapper. Voordat hij acteur werd, had hij een reeks van baantjes achter de rug, van vrachtwagenchauffeur tot bode op Wall Street. In 1935 werd hij ontdekt door Elia Kazan en John Garfield in een resort in Connecticut, waar hij een baantje had als ober/entertainer. Via hen kreeg hij toegang tot de theaterwereld, en met hulp van Kazan kon hij studeren aan de Neighbourhood Playhouse in New York. Eind jaren dertig maakte hij zijn Broadwaydebuut in Moon Over Mulberry Street. Hij zou hierna nog hoofdrollen spelen in stukken als Walk Into My Parlor.
In 1939 maakte hij zijn filmdebuut in Heaven with a Barbed Fence. In 1942 tekende hij een contract bij 20th Century-Fox, die hem aankondigde als "de nieuwe John Garfield". Hij veranderde direct zijn podiumnaam in Richard. Een jaar later nam hij zijn eerste film voor Fox op, Guadalcanal Canary. Tijdens de Tweede Wereldoorlog speelde hij voornamelijk soldaten in oorlogsfilms, later was hij voornamelijk te zien als gangster in films noirs. Tot zijn beste werk behoren onder andere de onschuldig gevangengenomen man in Call Northside 777 met James Stewart uit 1948 en de hoofdrol als vrachtwagenchauffeur in Thieves' Highway uit 1949.
In de jaren vijftig werd zijn contract bij Fox beëindigd. Hij speelde daarna voornamelijk in B-films als The Blue Gardenia (1953) en Highway Dragnet (1954). Conte verscheen tevens vaak op televisie, met als hoogtepunt een hoofdrol in de serie "The Four Just Men" (1959-1960). Toen in de jaren zestig de belangstelling voor de film noir afnam, leek zijn carrière stil te staan. Frank Sinatra gaf hem de rol van Lt. Dave Santini in zijn misdaadfilm Tony Rome (1967) en het vervolg Lady in Cement (1968). Ook verscheen hij samen met Sinatra in Ocean's Eleven.
Uiteindelijk vertrok hij naar Europa. In 1968 regisseerde hij Operation Cross Eagles, volledig gefilmd in Joegoslavië. Hij keerde begin jaren zeventig terug naar de VS om de rol te spelen van Don Barzini, Don Corleones belangrijkste rivaal in The Godfather (1972). Conte was zelf even in de race om de rol van Don Corleone te spelen, maar die rol ging uiteindelijk naar Marlon Brando. Na The Godfather keerde hij weer terug naar Europa, en verscheen hij in verscheidene Italiaanse films.
In 1975 stierf Conte aan een hartaanval. Hij was 65 jaar oud.
Richard Conte was tweemaal getrouwd, met actrice Ruth Storey van 1943 tot 1962 en met Shirlee Garner van 1973 tot zijn dood in 1975. Samen met Storey kreeg hij een zoon, Mark Conte, die later editor zou worden.

## Filmografie (selectie)
- Heaven with a Barbed Fence (1939)
- Guadalcanal Canary (1943)
- A Walk in the Sun (1945)
- Somewhere in the Night (1946)
- 13 Rue Madeleine (1947)
- Call Northside 777 (1948)
- Whirlpool (1949)
- Thieves' Highway (1949)
- The Blue Gardenia (1953)
- Highway Dragnet (1954)
- I'll Cry Tomorrow (1955)
- The Big Combo (1955)
- "The Four Just Men" (televisieserie, 1959-1960)
- Ocean's 11 (1960)
- Tony Rome (1967)
- Lady in Cement (1968)
- Operation Cross Eagles (tevens regie, 1968)
- The Godfather (1972)